# Nossa Senhora da Tourega e Nossa Senhora de Guadalupe
Nossa Senhora da Tourega e Nossa Senhora de Guadalupe (llamada oficialmente União das Freguesias de Nossa Senhora da Tourega e Nossa Senhora de Guadalupe) es una freguesia portuguesa del municipio de Évora, distrito de Évora.

## Historia
Fue creada el 28 de enero de 2013 en aplicación de una resolución de la Asamblea de la República de Portugal promulgada el 16 de enero de 2013 con la unión de las freguesias de Nossa Senhora da Tourega y Nossa Senhora de Guadalupe, pasando su sede a estar situada en la antigua freguesia de Nossa Senhora da Tourega.

## Demografía
| Gráfica de evolución demográfica de Nossa Senhora da Tourega e Nossa Senhora de Guadalupe entre 2011 y 2021 |
| |
| Datos según el nomenclátor publicado por el INE portugués.                                                  |